# Stryg kejserens flag
|  | Denne artikel er oprettet af botten Steenthbot ud fra en ekstern database. Den kan derfor have sproglige fejl eller mangler. Denne skabelon kan fjernes efter kontrol af indholdet. |

Stryg kejserens flag er en dansk kortfilm fra 1984 instrueret af Ib Jensen.

## Handling
I de sidste dage af første verdenskrig udbryder der revolution i Tyskland. Revolten er ledet af Marinens matroser i bl.a. Kiel, og herfra breder oprøret sig til den dengang tyske ø Als. Skrædderen Bruno Topf, der er indlagt på sygehuset i Sønderborg med..